# Thurman Thomas
 Thurman Lee Thomas (Houston, Texas, 16 de mayo de 1966) es un exjugador de fútbol americano. Jugó como running back casi toda su carrera dentro de la NFL con los Buffalo Bills. Thomas fue seleccionado al Salón de la Fama del Fútbol Americano Profesional en 2007 y en el Salón de la Fama del Fútbol Americano Universitario en 2008.
Jugó en Oklahoma State teniendo como compañero de equipo a Barry Sanders
Una lesión en la rodilla no le permitió ser escogido en la primera ronda del Draft de 1988, por lo que fue escogido en la segunda ronda como la selección global número 40 por los Buffalo Bills. Thomas es conocido por formar parte del equipo ofensivo de los Bills que incluyó a Jim Kelly y a Andre Reed, la que permitió que Buffalo llegara a cuatro Super Bowls de manera consecutiva.
Thomas posee la mejor marca de la historia de los Buffalo Bills de yardas ganadas por acarreos con 11.938 yardas y 16,532 yardas desde la línea de scrimmage.  Thomas terminó su carrera de 13 temporadas con 12,074 por acarreos, 472 recepciones para 4,458 yardas y 88 touchdowns (65 por tierra y 23 pases).  Sus 472 recepciones como profesional es una cantidad considerable tomando en cuenta que en la universidad no era muy común que le lanzaran un pase.  En sus cuatro años en Oklahoma State solo atrapó 2 pases para 15 yards. es uno de los seis jugadores en la historia de la NFL (los otros son Jim Brown, Lenny Moore, Marcus Allen, Marshall Faulk y Herschel Walker) en haber conseguido más de 60 TDs corriendo y más de 20 TDs por pase. 
Es uno de los seis running backs en tener más de 400 recepciones y más de 10,000 yardas por tierra. Walter Payton, Marshall Faulk, Marcus Allen, Tiki Barber y LaDainian Tomlinson son los otros cinco. Thomas también es uno de los cinco running backs que corrieron para más de 1,000 yardas en 8 temporadas consecutivas junto com Curtis Martin, Barry Sanders, Emmitt Smith y LaDainian Tomlinson.
Con Buffalo tuvo la oportunidad de jugar en cuatro Super Bowls de manera consecutiva: el Super Bowl XXV, el Super Bowl XXVI, el Super Bowl XXVII y el Super Bowl XXVIII. Desafortunadamente nunca pudieron ganar ninguno. La oportunidad más cercana de ganar un super Bowl fue la edición XXV, pero Scott Norwood falló el field goal que pudo haberles dado el triunfo 
Después de pasar 12 temporadas con Buffalo, en 2000 firmó con uno de los equipos más odiados de Buffalo, los Miami Dolphins, lesionándose una rodilla el 12 de noviembre de 2000, terminando con su carrera profesional.  
El 3 de febrero de 2007, Thomas fue elegido para ser inmortalizado en el Salón de la Fama de la NFL.  Thomas se unió a sus antiguos compañeros de equipo el quarterback Jim Kelly, el wide receiver James Lofton, el entrenador en jefe Marv Levy y el defensive end Bruce Smith. 